# Adenkolonin
 Adenkolonin (arabiska: مستعمرة عدن Mustaʿmarat ʿAdan, på engelska Colony of Aden) var en brittisk kronbesittning mellan åren 1937 och 1963. Den bestod av Adens hamn och närliggande områden. Totalt utgjorde området 74 kvadratkilometer.
Före 1937 hade Aden varit en del av Brittiska Indien (ursprungligen vid namn Adenbosättningen under Presidentskapet Bombay).  Genom Government of India Act 1935 skildes området från Brittiska Indien när lagen trade i kraft den 1 april 1937. 
Den 18 januari 1963 ombildades territoriet till Staten Aden (arabiska: ولاية عدن Wilāyat ʿAdan) inom Sydarabiska federationen.  Federationen blev den 30 november 1967 Sydjemen, vilket innebar slutet på brittiskt styre.
Övriga brittiska besittningar i området styrdes separat, under namnet Adenprotektoratet.